# Konrad Henlein
Konrad Ernst Eduard Henlein (Maffersdorf, 6 maggio 1898 – Plzeň, 10 maggio 1945) è stato un avvocato e politico tedesco dei Sudeti in Cecoslovacchia prima della seconda guerra mondiale. Dopo che la Germania invase la Cecoslovacchia, divenne Gauleiter e Reichsstatthalter del Reichsgau Sudetenland sotto l'occupazione della Germania nazista. Fu responsabile delle deportazioni di massa nei campi di sterminio. Morì suicida nel 1945 mentre era sotto la custodia americana dopo la guerra.

## Biografia
Henlein nacque a Maffersdorf (attuale Vratislavice nad Nisou), parte della città di Liberec, nei Sudeti, all'epoca in Austria-Ungheria ed ora parte della Repubblica Ceca. Suo padre, Konrad Henlein Sr., lavorava come impiegato contabile. Sua madre, Hedvika Anna Augusta Dworatschek (Dvořáčková), proveniva da una famiglia ceca di origine boema tedesca. Prestò servizio militare nell'esercito austro-ungarico durante la prima guerra mondiale, combatté sul fronte italiano nelle Dolomiti a Monte Forno, Mont Sief, e Monte Maletta tra il maggio 1916 e il 17 November 1917. Fu gravemente ferito, poi catturato dagli italiani, e trascorse il resto della guerra come prigioniero di guerra sull'isola dell'Asinara, dove studiò la storia del movimento tedesco Turner (ginnastica) di Friedrich Ludwig Jahn. Le sue esperienze come combattente di prima linea giocarono un ruolo importante nel plasmare la sua politica. La sua immagine di combattente per la comunità dei Sudeti è stata cruciale per la sua carriera successiva.
Dopo il suo ritorno nel 1919, Henlein lavorò come impiegato di banca a Jablonec, nella neonata Cecoslovacchia, e abbracciò il movimento völkisch unendosi alla Deutscher Turnverband (associazione di ginnastica). Nel 1925 assunse un posto come insegnante di ginnastica ad Asch e divenne una figura sempre più nota nei Sudeti dopo le vittorie del club in una competizione di ginnastica del 1926 a Praga. La politica nei Sudeti era divisa tra lealisti (volevano che i tedeschi dei Sudeti partecipassero alle elezioni cecoslovacche) e separatisti, tra cui Heinlein (che non lo volevano). Nel 1928 il Turnerbund iniziò ad emergere come un partito proto-politico opposto ai partiti "attivisti" nei governi di coalizione di Praga. In un articolo pubblicato nel dicembre 1930 su Turnerzeitung, Henlein invitò i tedeschi dei Sudeti ad abbracciare l'ideologia völkisch e condannò il liberalismo e la democrazia come "non tedeschi". Nel maggio 1931, Henlein fu eletto presidente del Turnerbund, apparentemente apolitico, che divenne invece più apertamente völkisch e militarista. Negli anni trenta Henlein iniziò la carriera politica, con la creazione di una organizzazione politica e sportiva, il Sudetendeutsche Heimatfront ("Fronte patriottico tedesco dei Sudeti") successivamente denominato Sudetendeutsche Partei ("Partito tedesco dei Sudeti"). Inizialmente non aderì alle idee nazionalsocialiste di Adolf Hitler, affermando piuttosto la sua lealtà verso lo stato cecoslovacco. Si fuse poi con il partito nazista nel 1939.
Nel 1935 il suo braccio destro, Karl Hermann Frank, divenne leader del gruppo parlamentare dell'SdP. Intanto alcuni gruppi del partito, più vicini al governo nazionalsocialista di Berlino, e in particolare quelli che facevano riferimento al giornale Der Aufbruch, iniziavano ad essere finanziati dalla Germania. Dal novembre del 1937 i capi del SdP, compreso Henlein, coordinarono la politica nei Sudeti assieme al NSDAP, con l'obiettivo di separare i Sudeti dalla Cecoslovacchia ed integrarli alla Germania nazista. Nel settembre del 1938 Henlein organizzò diversi attentati in Cecoslovacchia, e la rivolta venne repressa dalle forze cecoslovacche, dando a Hitler il pretesto per denunciare la violenza della repressione del governo di Praga. Henlein dovette fuggire in Germania. Nell'ottobre del 1938, con il patto di Monaco, i Sudeti vennero annessi alla Germania e subito dopo Henlein aderì al Partito Nazista. Nel 1939 venne nominato Gauleiter dei Sudeti, posizione che detenne fino alla fine della guerra. Fu anche nominato deputato al Reichstag.

## Occupazione tedesca dei Sudeti

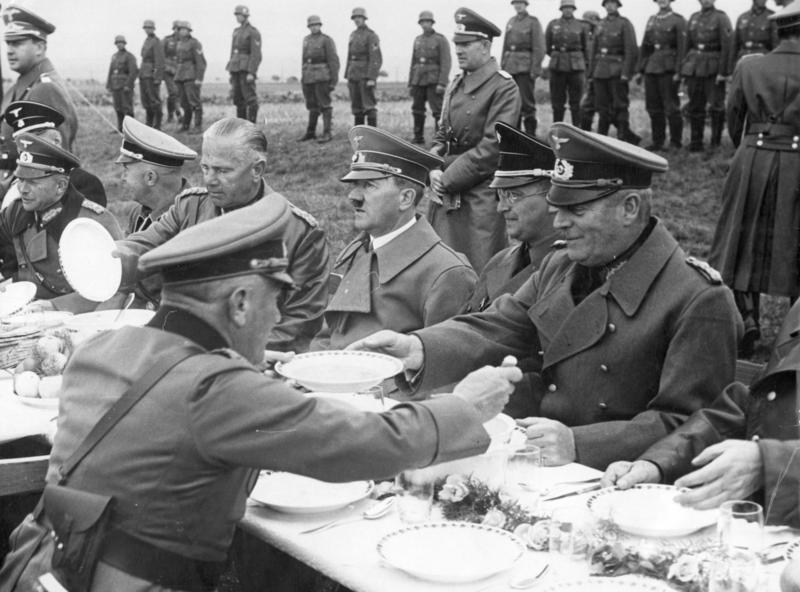
Dopo l'"Anschluss" dei Sudeti, tra Františkovy Lázně ed Eger il 3 ottobre 1938. Henlein in uniforme seduto a fianco di Hitler. Da destra: Wilhelm Keitel, Konrad Henlein, Adolf Hitler, Walter von Reichenau, il capo delle SS Heinrich Himmler e Heinz Guderian, in primo piano Günther von Kluge

Dopo l'ingresso della Wehrmacht nei Sudeti, il 1º ottobre 1938 Henlein fu nominato Reichskommissar e Gauleiter per il Reichsgau Sudetenland, posizione che detenne fino alla fine della guerra. Divenne anche SS-Gruppenführer (in seguito SS-Obergruppenführer).
Henlein organizzò il pogrom della Kristallnacht nei Sudeti il 9 novembre 1938, che distrusse case e aziende ebraiche e fu profondamente coinvolto in una campagna per la "de-giudaizzazione" dell'economia dei Sudeti, confiscando le imprese e le proprietà degli ebrei. Lui stesso confiscò una villa a Reichenberg (l'odierna Liberec, Repubblica Ceca) a un uomo d'affari ebreo. Rimase la sua casa fino al 1945. Henlein fu eletto al Reichstag nel dicembre 1938 e si unì formalmente al partito nazista il 26 gennaio 1939.
Politica nazista
Quando i tedeschi presero il controllo di ciò che rimaneva della Cecoslovacchia nel marzo 1939, Henlein prestò servizio per un mese come capo dell'amministrazione civile del Protettorato di Boemia e Moravia, rendendolo nominalmente il numero due del Protettorato dietro il Reichsprotektor Konstantin von Neurath. Henlein accolse con favore la creazione del Protettorato di Boemia-Moravia come il ripristino della "naturale sottomissione ceca" ai tedeschi, affermando che la Boemia e la Moravia erano "terre tedesche" che purtroppo erano finite "occupate" dai cechi, che ora sarebbero serviti come "risorse demografiche ed economiche" da sfruttare per la Germania.  Tuttavia, la maggior parte del potere finì nelle mani del suo rivale di lunga data Karl Hermann Frank. Il 1º maggio 1939, Henlein fu nominato Reichsstatthalter (Governatore del Reich) del Reichsgau Sudetenland, ricoprendo così sia le più alte cariche di partito che quelle governative nella sua giurisdizione. Il 16 novembre 1942 fu nominato Commissario per la Difesa del Reichsgau. Continuò a mantenere queste posizioni fino alla fine della guerra.
Henlein tentò di collocare i suoi seguaci di lunga data in posizioni chiave nel suo Reichsgau e, a partire dalla primavera del 1939, si trovò coinvolto in una battaglia per il comando con Reinhard Heydrich. Cornwall li descrisse come "ideologicamente vicini", con le principali differenze tra l'enfasi di Henlein sul "particolarismo" dei Sudeti e il nazionalismo della Großdeutschland di Heydrich. Heydrich riteneva che Henlein dovesse presentare l'SdP come un partito inequivocabilmente völkisch. Alla fine del 1939, Heydrich colpì Henlein arrestando oltre 50 leader nazisti dei Sudeti – tutti strettamente associati al mentore di Henlein, Heinz Rutha – con l'accusa di far parte di un gruppo omosessuale che usò le loro posizioni nel SdP negli anni '30 per reclutare giovani uomini per fare sesso. Heydrich lasciò che gli imputati venissero processati all'inizio del 1940 piuttosto che prenderli in "custodia protettiva" quando i tribunali ascoltarono storie raccapriccianti di come negli anni '30 i leader dell'SdP si fossero impegnati in orge omosessuali.
Di fronte a questa minaccia, Henlein si recò a Berlino per incontrare Heydrich e accettò di licenziare il deputato Gauleiter Fritz Köllner e di sostituirlo con il candidato di Heydrich, Richard Donnevert. Hitler tendeva a schierarsi con i suoi Gauleiters, e chiarì che era dietro Henlein, quindi rimuoverlo non era pratico per Heydrich, che pertanto cercò di neutralizzarlo rimuovendo i suoi seguaci dal NSDAP locale. Nel marzo 1940, in occasione di un raduno del partito a Hohenelbe (l'odierna Vrchlabí, Repubblica Ceca), Henlein denunciò formalmente Rutha, il testimone di nozze nel 1926, come un "pervertito" omosessuale, e abbracciò il nazionalismo della Großdeutschland di Heydrich, affermando che i tedeschi dei Sudeti non erano diversi dal Reichdeutsch.
Henlein perseguì una vendetta "spietata" contro i cechi nei Sudeti, che contavano circa 300.000 persone (~10% della popolazione), con un regime di "apartheid" progettato per garantire la totale separazione fisica delle comunità tedesca e ceca, con i cechi costretti ad accettare strutture notevolmente inferiori. Henlein disse che i cechi dovevano servire come iloti per i tedeschi e proibì ai bambini cechi di andare oltre la scuola elementare,  credendo che l'istruzione li avrebbe incoraggiati a chiedere l'uguaglianza. Nel 1942-43, confiscò molte terre di proprietà di agricoltori di etnia ceca che non erano in grado di pagare le tasse, e le diede a 3.000 coloni provenienti dalla Germania. La politica di Henlein era la completa germanizzazione dei Sudeti, e solo la riluttanza delle autorità di Boemia-Moravia ad accettare l'etnia ceca dei Sudeti impedì a Henlein di espellerli tutti. Tuttavia, la necessità dello stato tedesco per i cechi di lavorare nelle industrie belliche, specialmente quando così tanti Sumen erano stati chiamati al servizio della Wehrmacht, fece sì che i Sudeti avessero più cechi che vivevano lì nel 1945 che nel 1938.  Henlein protestò contro l'arrivo di cechi dalla Boemia-Moravia a lavorare nelle fabbriche e nelle fattorie dei Sudeti, il che contrastava la sua politica di riduzione della popolazione ceca, ma Berlino disse che i bisogni dell'industria bellica e dell'agricoltura erano molto più importanti delle sue ossessioni anti-ceche.
Quando Henlein seppe dell'assassinio di Heydrich, festeggiò visitando la birreria locale.
Alla fine del 1942, Henlein deportò gli ultimi ebrei a Theresienstadt.  Per i successivi due anni, Henlein regnò supremo nel suo Gau e riassunse molti degli uomini che era stato costretto a licenziare nel 1940. La volontà di Henlein di affermarsi gli valse il rispetto di Martin Bormann che, nel luglio 1944, lo definì una "personalità storica" e "un compagno di partito particolarmente affidabile".
Negli ultimi giorni della seconda guerra mondiale, in quello che è stato definito un "piano folle", Heinlen cercò di convincere Hitler ad abbandonare Berlino per i Sudeti, a continuare la guerra e a lanciare una nuova invasione dell'Unione Sovietica dalle sue montagne.
Nel maggio del 1945, dopo esser stato catturato dall'esercito statunitense, si suicidò nella baracca dov'era rinchiuso presso Plzeň, Fu sepolto in forma anonima nel Cimitero centrale di Plzeň. 
L'annessione dei Sudeti alla Germania fu annullata dopo la guerra e l'intera popolazione di etnia tedesca dei Sudeti fu espulsa nella Germania orientale nel 1945-46 in base ai decreti Beneš.

## Vita privata
Si sposò nel 1926 ad Achs con la figlia del ginnasta e pasticcere di Achs, Emma Geyer. Ebbero cinque figli.